# Erich Bergman
Erich Johansson Bergman var en svensk bildhuggare verksam under 1700-talets tidigare del.
Bergman var huvudsakligen verksam i Dalarna. Bland hans egna arbeten märks en altarprydnad för Svärdsjö kyrka som han utförde 1717. Vid arbeten i Stora Tuna kyrka biträdde han bildhuggaren Sven Sandell från Stockholm med arbetet av ett marmorerat och förgyllt framstycke till altaret. Man antar att han även har utfört två stycken epitafier för Vika kyrka.